# ديليك للحفر
ديليك للحفر ال بي (مقيدة ببورصة تل أبيب) هو شراكة إسرائيلية في الطاقة والنفط والغاز في مجال استكشاف وتطوير وإنتاج الغاز الطبيعي والنفط. ديليك جروب المملوكة من قبل يتسحاق تشوفا هو المساهم المسيطر بالشراكة. الشراكة هي المتداولة في تل أبيب للأوراق المالية وهو جزء من مؤشرTA-35 

## التاريخ
ديليك للحفر تأسست من قبل افينيوم فينكلمان وشغل منصب البحث إدارة ديليك المجموعة، ثم تسيطر عليها من قبل بنك ديسكونت إسرائيل. تم تأسيس الشراكة مع توقيع اتفاق في 1 تموز / يوليه 1993 بين وديليك للحفر إدارة (1993) المحدودة باعتبارها شريك رئيسي في ديليك للحفر يثق المحدودة باعتبارها الشريك المحدود. الشراكات القابضة تشمل يام تيثيس المحدودة، وديليك للحفر (الطاغوت المالية) المحدودة، وديليك للحفر (يام تيثيس المالية) المحدودة، ديليك أفنير يام تيثيس Ltd وديليك للحفر (تمار المالية) المحدودة.
في عام 1998، اشترى اسحق تشوفا، الملياردير العصامي، السيطرة على مجموعة ديليك، من عائلة ريكانتي.
في كانون الأول / ديسمبر 2016 الاجتماع العام وديليك للحفر وأفنير النفط والغاز البحث (كل وحدة من تكتل مجموعة ديلك) قررت على دمج اثنين. في مايو 2017 دمج عملية اكتمل عندما أفنير كانت مغمورة في وديليك للحفر. هذا موقف وديليك للحفر كما الرائدة في مجال البحث الجسم في إسرائيل.
يتم تداول الوحدات المشاركة في الشراكة في بورصة تل أبيب، وتعتبر واحدة من أكبر عشر هيئات تداول في سوق تل أبيب للأوراق المالية.
في أكتوبر 2017، وقعت شركة ديليك للحفر وشركة غازبروم الروسية مذكرة تفاهم لدراسة مشتركة لإمكانيات استخدام الغاز الطبيعي كوقود للسيارات والمعدات الخاصة في إسرائيل.

### إطار الغاز
في كانون الأول / ديسمبر 2015، أقرت الحكومة الإسرائيلية الغاز الطبيعي الإطار الذي يشكل تنظيما شاملا. المبادئ الرئيسية الإطار أن ديلك يجب بيع جميع حقوقها في حقول صغيرة تانين وقاريش داخل نطاق محدد من 14 الشهر الزمني. مجموعة ديلك يجب بيع جميع حقوقه في حقل "تامار" و"نوبل إنرجي" أن بيع ما لا يقل عن 11% من حقوق بحلول كانون الأول / ديسمبر 2021.
```
في عام 2016، تم بيع احتياطي <a href=«./تانين حقل غاز» rel="mw:WikiLink" data-linkid="95" data-cx="{&amp;quot;adapted&amp;quot;:false,&amp;quot;sourceTitle&amp;quot;:{&amp;quot;title&amp;quot;:&amp;quot;Tanin gas field&amp;quot;,&amp;quot;thumbnail&amp;quot;:{&amp;quot;source&amp;quot;:&amp;quot;http://upload.wikimedia.org/wikipedia/commons/thumb/b/b4/Israel_location_map_with_stripes.svg/43px-Israel_location_map_with_stripes.svg.png&amp;quot;,&amp;quot;width&amp;quot;:43,&amp;quot;height&amp;quot;:80},&amp;quot;pageprops&amp;quot;:{&amp;quot;wikibase_item&amp;quot;:&amp;quot;Q7683313&amp;quot;},&amp;quot;pagelanguage&amp;quot;:&amp;quot;en&amp;quot;},&amp;quot;targetFrom&amp;quot;:&amp;quot;mt&amp;quot;}" class="cx-link" id="mwMg" title=«تانين حقل غاز»>تانين</a> و <a href="./%D9%82%D8%A7%D8%B1%D9%8A%D8%B4" rel="mw:WikiLink" data-linkid="undefined" data-cx="{&amp;quot;userAdded&amp;quot;:true,&amp;quot;adapted&amp;quot;:true}">قاريش</a> إلى اينرجي اويل آند غاز. وجاءت الصفقة بعد إطار الغاز الطبيعي الذي يتطلب من شركة Delek Drilling و Noble Energy بيع هذين الخزانين، اللذين يحتويان على 60 مليار متر مكعب من الغاز مقابل 148 مليون دولار.
```

في عام 2017، تم الانتهاء من بيع 9.25٪ من ممتلكات شركة ديليك للحفر في خزان تمار لشركة تمار للبترول مقابل 980 مليون دولار.

## تصدير الغاز
وقعت شركتا «البوتاس العربية» الأردنية و «برومين الأردن» في عام 2014 اتفاقية لاستيراد ملياري متر مكعب من الغاز من حقل تمار الإسرائيلي على مدار 15 عامًا. يتم بيع الغاز تقنيًا للأردنيين من قبل الشركة الأمريكية، نوبل إنيرجي (نيابة عن الشركاء الإسرائيليين)، وليس مباشرة من قبل شركاء تمار الذين يشملون ديليك دريلنج، نوبل إنيرجي وإيزرامكو. بدأ تدفق الغاز الطبيعي في يناير 2017، مسجلاً أول تصدير للبلاد للغاز الطبيعي.
بعد تطوير الخزانات المختلفة، وضعت اتفاقية موقعة في سبتمبر 2016 اللمسات الأخيرة على تصدير الغاز الطبيعي إلى شركة الكهرباء الأردنية من حقل غاز ليفاثان لمدة 15 عامًا وبمبلغ إجمالي حوالي 45 مليار متر مكعب.
نطاق واسع اتفاق تبلغ قيمتها أكثر من 15 مليار دولار تم توقيعه في شباط / فبراير 2018 وشملت المعاملات الغاز لمدة 10 سنوات بمبلغ 64 مليار متر مكعب مع الشركة المصرية دولفينوس. الاتحاد المصري الرئيس عبد الفتاح السيسي، موجهة الصفقة: «انها لديها الكثير من المزايا بالنسبة لنا (المصريين) وأريد من الناس أن يكون مطمئنا.» في أيلول / سبتمبر عام 2018، ديليك الحفر ونوبل للطاقة قد أعلنتا بالتعاون مع الشركة المصرية غاز الشرق، يتم الحصول على 39% من حصة غاز شرق المتوسط مصر وإسرائيل خط أنابيب الغاز من أجل الوفاء بالتزاماتها في التعامل مع مصر دولفينوس.

## روابط خارجية
- ركات ح وديليك للحفر LP على TASE